# فردینان شلاتر
فردینان شلاتر (فرانسوی: Ferdinand Schlatter‎) قایقران قایق بادبانی اهل فرانسه بود.